# Operazione golden car
Operazione golden car (Les grands moments) è un film del 1966 diretto da Claude Lelouch.